# Diana Ross (álbum)
Diana Ross (estilizado con mayúsculas) es el álbum debut de la cantante y actriz estadounidense Diana Ross, lanzado el 19 de junio de 1970 por Motown. Representó el primer trabajo de Ross desde que abandonó el grupo The Supremes, que había confundado en 1960 y con el que se hizo inmensamente popular en los años 60. 
Fue producido por Nickolas Ashford y Valerie Simpson, que además compusieron la mayoría de los temas y de hecho le pidieron a Ross que los volviera a grabar, pues ya habían sido lanzados por el dúo años atrás. También fue producido por Johnny Bristol, quien ya había trabajado con Ross y su grupo en 1969.
El álbum fue un éxito comercial, logrando el puesto 19 en las listas estadounidenses, y el 1° lugar en los listados de R&B. Vendió 500.000 copias en los Estados Unidos al igual que su primer sencillo. El disco fue respaldado por los sencillos Reach Out and Touch (número 20 en las listas estadounidenses) y Ain't No Mountain High Enough (cover de Marvin Gaye y Tammi Terrell). El segundo sencillo se convirtió con el tiempo en un clásico de la cantante, una de sus canciones más exitosas e incluso fue nominada a los Grammy en 1971.

## Canciones
Lado A
1. "Reach Out and Touch (Somebody's Hand)" – 3:02
2. "Now That There's You" – 3:27
3. "You're All I Need to Get By" – 3:24
4. "These Things Will Keep Me Loving You" – 3:06
5. "Ain't No Mountain High Enough" – 6:16

Lado B
1. "Something on My Mind" – 2:24
2. "I Wouldn't Change the Man He Is" – 3:15
3. "Keep an Eye" – 3:12
4. "Where There Was Darkness" – 3:12
5. "Can't It Wait Until Tomorrow" – 3:12
6. "Dark Side of the World" – 3:08